# I'm Gonna Change Everything
"I'm Gonna Change Everything" är en amerikansk sång, skriven av Alex Zanetis. Den är mest känd i Jim Reeves' version. Han sjöng in sången den 14 juni 1962. Den utgavs på singlen RCA Victor 47-8080 i augusti 1962.

## Andra versioner
- Dean Martin. Utgiven på LP-skivan Dean "Tex" Martin Rides Again (Reprise RS 6085) år 1963[3]
- Gustav Winckler. Utgiven på singeln Life Records np 1823 år 1965[4]
- Faron Young. Utgiven på LP-skivan Faron Young Sings the Best of Jim Reeves (Mercury SR 61058) år 1966[5]
- Kitty Wells. Utgiven på LP-skivan Songs Made Famous by Jim Reeves (Decca DL 74741) i februari 1966[6]
- Charley Pride. Utgiven på CD-skivan A Tribute to Jim Reeves (Music City Records MCVR 222) 15. mai 2002[7]

## Svensk version
Leif Nilsson har skrivit en svensk text. På svenska har den titeln "Jag tänker ändra på allt".

### Inspelningar
- Magnus Banck, Marcus Österdahls orkester. Utgiven på singeln Philips 350 288 PF (Banck var en före detta känd sportjournalist, bland annat på Sveriges Radio)
- Gunnar Wiklund, Sven-Olof Walldoffs kör och orkester. Utgiven på LP-skivan Gunnar Wiklund sjunger Jim Reeves (Columbia 4E 062-34265) år 1970

## Handling
Sångens jag-person tänker ändra på allt som påminner honom om sin tidigare kärlek.

## Placering på listor
Jim Reeves' version låg som # 95 på Billboard Hot 100-listan og som # 2 på Billboard Hot C&W Sides-listan år 1962.